# کبوتریان
کبوتریان (به لاتین: Columbinae) یک زیرخانواده از پرندگان خانواده کبوتران است. در غیر این صورت، چهار سردۀ Geotrygon ، Leptotila، کبوتر بلدرچینی سرآبی و Zenaida زیرخانواده دوم به نام Leptotilinae را تشکیل می‌دهند.